# Trung tâm Tài chính Quốc tế Astana

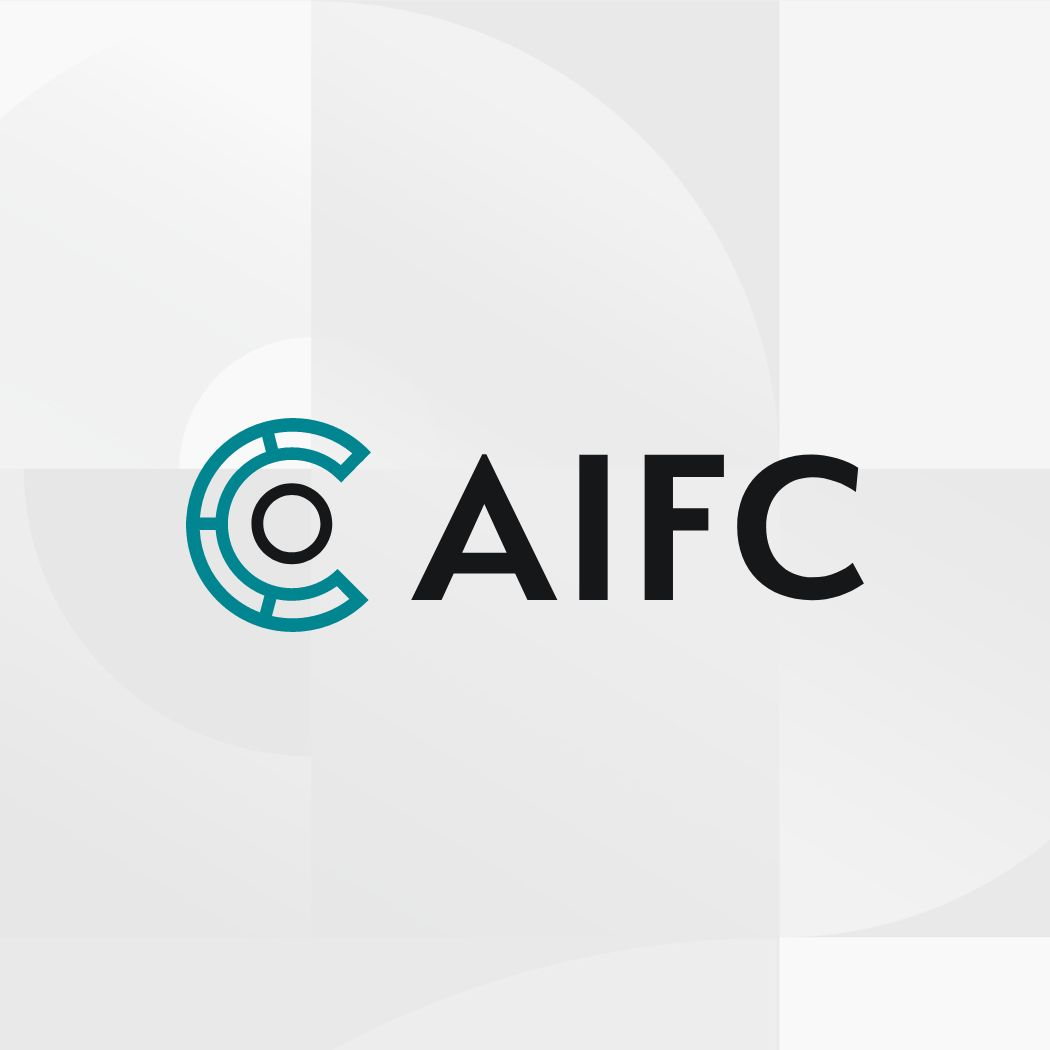
Logo Trung tâm Tài chính quốc tế Astana

Trung tâm Tài chính Quốc tế Astana (Astana International Financial Centre/AIFC) là một trung tâm tài chính tại Astana, Kazakhstan chính thức ra mắt vào ngày 5 tháng 7 năm 2018. Quy chế Hiến định "Về Trung tâm Tài chính Quốc tế Astana" được phê duyệt vào ngày 7 tháng 12 năm 2015 tạo ra khuôn khổ pháp lý cho hoạt động của AIFC cũng như môi trường thuận lợi cho những nhân tố tham gia sân chơi tài chính này. Trung tâm tài chính quốc tế Astana được công nhận rộng rãi là tổ chức tài chính và là trung tâm tài chính trong khu vực bao gồm Trung Á và Đông Âu. Các điều kiện hoạt động được thiết kế đặc biệt, chẳng hạn như quy định theo các tiêu chuẩn quốc tế cao nhất, cơ sở hạ tầng tài chính mức độ cao, hệ thống tư pháp tự chủ và nhấn mạnh vào đổi mới và chuyên môn, được áp dụng để giúp doanh nghiệp thu hút vốn. Trung tâm tài chính quốc tế Astana dùng phương pháp dịch thuật lại luật của Anh mà còn mời thẩm phán người Anh sang làm việc, vận hành một hệ thống tòa án hoàn toàn độc lập, không chịu sự chi phối của tòa án nội địa Kazakhstan, mọi văn bản được ban hành bằng tiếng Anh, mọi tranh chấp được xử lý theo logic và phương pháp của Thông luật (Common law). Người đứng đầu của Trung tâm tài chính này hiện nay là ông Renat Bekturov. AIFC được thành lập với mục tiêu trở thành một trung tâm tài chính hàng đầu cho khu vực Trung Á, Kavkaz, Liên minh Kinh tế Á Âu, Trung Đông, Tây Trung Quốc (sử cũ gọi là Tây Vực), Mông Cổ và Châu Âu (Đông Âu).

## Hình thành
Manh nha của Trung tâm tài chính này bắt nguồn từ khi nguyên tổng thống Nursultan Nazarbayev đã công bố Kế hoạch “100 bước cụ thể” của quốc gia nhằm thực hiện năm cải cách thể chế, được thiết kế để cung cấp một nền tảng quốc gia vững chắc cần thiết để đạt được tham vọng của đất nước là gia nhập top 30 quốc gia phát triển vào năm 2050. Là một phần của Kế hoạch Quốc gia, AIFC được thành lập với tư cách pháp lý đặc biệt dựa trên cơ sở hạ tầng của Triển lãm chuyên ngành quốc tế EXPO-2017. Trung tâm Tài chính Quốc tế Astana là một phần của cơ sở hạ tầng tài chính của Sáng kiến Vành đai và Con đường của Trung Quốc. Cấu trúc này đã làm tăng khả năng kết nối tài chính giữa Trung Á, Trung Quốc, Nga và thế giới Ả Rập. AIX đã tổ chức phiên giao dịch đầu tiên vào ngày 14 tháng 11 năm 2018. Tính đến năm 2024, AIFC đã thu hút thành công lượng ngoại tệ lớn đổ vào nền kinh tế Kazakhstan. Tính đến tháng 8 năm 2024, hơn 3.000 công ty đã đăng ký với AIFC, đạt mức kỷ lục hơn 600 đăng ký mới chỉ riêng trong năm 2023, bao gồm các công ty tài chính hàng đầu, nhà cung cấp dịch vụ toàn cầu, sàn giao dịch tiền điện tử, công ty đầu tư mạo hiểm và ngân hàng phát triển khu vực. Các công ty nổi bật như KPMG, EY, PwC, Deloitte, Binance, Bybit, Most Ventures, Amicorp, Tập đoàn Ngân hàng Xây dựng Trung Quốc (China Construction Bank Corporation) và Ngân hàng Phát triển Trung Quốc (China Development Bank) là một phần của hệ sinh thái AIFC. 
AIFC đã dần khẳng định vị thế là một nền tảng quan trọng không chỉ của Kazakhstan mà còn của toàn bộ khu vực Trung Á, khẳng định vị thế là một trung tâm tài chính và đầu tư năng động. Đặc biệt, theo Chỉ số Trung tâm Tài chính Toàn cầu (GFCI) 35 mới nhất, AIFC đã xếp hạng nhất ở Đông Âu và Trung Á, củng cố vị thế là một trung tâm tài chính hàng đầu trong khu vực. Ngoài ra, việc đứng đầu khu vực trong Chỉ số Tài chính Xanh Toàn cầu (GGFI) 12 thể hiện cam kết đối với tài chính bền vững và trách nhiệm với môi trường. AIFC cung cấp khuôn khổ pháp lý cho Tài chính Hồi giáo, bao gồm Hệ thống ngân hàng Hồi giáo và các hoạt động khác được thực hiện theo các nguyên tắc của Luật Hồi giáo. Vào tháng 2 năm 2024, AIFC đã mở rộng danh mục các dịch vụ tài chính mà các công ty thường trú tại Kazakhstan có thể cung cấp cho khách hàng. Giờ đây, các dịch vụ tài chính Hồi giáo có thể được cung cấp cho cá nhân và pháp nhân bằng bất kỳ loại tiền tệ nào, không chỉ bởi các ngân hàng Hồi giáo và các công ty bảo hiểm Hồi giáo, mà còn bởi các tổ chức tài chính Hồi giáo cho vay tiêu dùng, trả góp, cho thuê tài chính Hồi giáo, tài trợ thương mại.  Trung tâm Tài chính Quốc tế Astana được biết đến tại Việt Nam từ khoảng thời gian khai trương, với các hoạt động xúc tiến nhằm thu hút các doanh nghiệp tài chính Việt Nam đầu tư. Ngày 6 tháng 7 năm 2018, ngay sau khi AIFC khai trương, Đài Truyền hình Việt Nam (VTV.vn) đã đưa tin về sự kiện này và đề cập rằng Kazakhstan sẽ có nhiều hoạt động xúc tiến tại Việt Nam để thu hút các doanh nghiệp tài chính đầu tư vào AIFC. Vào ngày 7 tháng 5 năm 2025, Tổng Bí thư Tô Lâm đã có chuyến thăm Trung tâm Tài chính Quốc tế Astana trong khuôn khổ chuyến thăm cấp Nhà nước tới Kazakhstan.